# The Big Bopper
The Big Bopper, nome d'arte di Jiles Perry Richardson, Jr.; indicato anche come J.P. "The Big Bopper" Richardson (Sabine Pass, 24 ottobre 1930 – Clear Lake, 3 febbraio 1959), è stato un cantautore e disc jockey statunitense. Ricordato per la sua esuberante personalità che ne fece una star del rock and roll, ha avuto tra i suoi maggiori successi la canzone Chantilly Lace, inserita nella colonna sonora del film di George Lucas del 1973 American Graffiti.

## Biografia
Nato nella città di Sabine Pass, Big Bopper era il figlio maggiore di Jiles Perry Richardson, Sr. e di sua moglie Elise Stalsby Richardson. Il padre lavorava nel settore oleario e Richardson crebbe insieme ai fratelli minori Cecil e James. La famiglia si trasferì a Beaumont (Texas) dove Richardson si diplomò all'high school nel 1947. In quel periodo giocò come difensore e con la maglia n. 85 nella squadra di football americano "Royal Purple". Successivamente studiò legge alla Lamar University frequentando il gruppo musicale e il corso della scuola.
Come musicista si trovò a suonare con Johnny Lampson Combo. Trovò la morte il 3 febbraio 1959, in un disastro aereo accaduto presso Clear Lake, nello Iowa in quello che venne definito The Day the Music Died (Il giorno in cui è morta la musica), in cui persero la vita insieme a lui altre due stelle del rock, ossia Buddy Holly e Ritchie Valens. Dall'incidente scampò il chitarrista di Holly, Tommy Allsup, che perse per sorteggio - proprio con Valens - un posto sull'aereo.

## Discografia
Album
- 1959 - Chantilly Lace (Mercury Records, MG-20402)
- 1989 - Hellooo Baby! The Best of The Big Bopper 1954 - 1959 (Rhino Records, R1 70164) Raccolta

Singoli
- 1957 - Beggar to a King/Crazy Blues (Mercury Records, 71219X45) a nome Jape Richardson and The Japetts
- 1958 - Monkey Song/A Teen-Age Moon (Mercury Records, 71312X45) a nome Jape Richardson with The Echoes
- 1958 - Chantilly Lace/Purple People Eater Meets Witch Doctor (Mercury Records, 71343X45)
- 1958 - Big Bopper's Wedding/Little Red Riding Hood (Mercury Records, 71375X45)
- 1959 - Walking Through My Dreams/Someone Watching Over You (Mercury Records, 71416X45)
- 1959 - It's the Truth Ruth/That's What I'm Talking About (Mercury Records, 71451X45)
- 1959 - Pink Petticoats/The Clock (Mercury Records, 71482)